# Numeração de camisa no futebol
A numeração de camisa no futebol é usada para identificar e distinguir jogadores que estão no campo. Os números foram originalmente usados para indicar também a posição, com os jogadores iniciantes recebendo números de 1 a 11, embora esses números geralmente tenham pouca ou nenhuma significância no jogo moderno além dos números favoritos dos jogadores e dos números disponíveis. Entretanto, na maioria das vezes, a numeração de 1 a 11 ainda é usada pelos jogadores nas posições anteriormente associadas.
Como as ligas nacionais adotaram números de esquadrões e táticas de jogo evoluídas ao longo das décadas, os sistemas de numeração evoluíram separadamente em cada cultura do futebol, e assim países diferentes têm diferentes convenções. Ainda assim, existem alguns números que são universalmente aceitos para serem usados para uma determinada posição, porque eles são quintessencialmente associados a esse papel.
Por exemplo, "1" é freqüentemente usado pelo goleiro titular, já que o goleiro é o primeiro jogador na escalação inicial, e também a única posição no campo que sem a qual o jogo não pode ser iniciado. "10" é um dos números mais emblemáticos do futebol, devido ao grande número de lendas do futebol que usaram a camisa número 10. O "7" é frequentemente associado a alas eficazes ou a segundo atacantes. O "9" costuma ser usado pelos centroavantes, que ocupam as posições ofensivas mais avançadas em campo e são, com frequência, os maiores goleadores da equipe.
Um número pode ser fortemente ligado a um determinado jogador, levando a comparações sendo feitas com qualquer um que posteriormente tenha atribuído esse número no mesmo clube. Alguns clubes aposentam números de esquadrões como forma de homenagear o jogador que o usou pela última vez; geralmente um jogador que fez uma contribuição significativa para o sucesso do clube. Isso normalmente é feito para marcar a aposentadoria ou a morte do jogador em questão.

## História

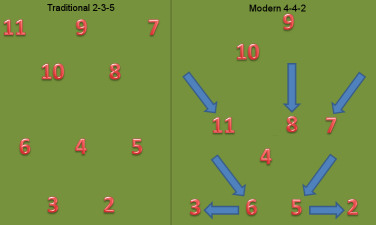
Evolução dos números em campo, do 2-3-5 ao 4-4-2 à inglesa.

A primeira ocorrência documentada de números usados no futebol foi em 30 de março de 1924, quando os Fall River United jogou contra St. Louis Vesper Buick durante a National Challenge Cup de 1923-24.
A primeira vez que os números foram usados pelos jogadores em uma partida de futebol na Europa foi em 25 de agosto de 1928, quando o Sheffield Wednesday jogou contra o Arsenal e o Chelsea sediou a Swansea Town em Stamford Bridge. Os números foram atribuídos por localização de campo, conforme discriminado abaixo:
1. Goleiro

2. Zagueiro pela direita

3. Zagueiro pela esquerda

4. Meia-defensivo pelo centro

5. Meia-defensivo pela direita

6. Meia-defensivo pela esquerda

7. Ponta pela direita

8. Meia-atacante pela direita

9. Centroavante

10. Segundo atacante

11. Meia-atacante pela esquerda
No jogo em Stamford Bridge, apenas os jogadores de campo usavam números (2-11), e o goleiro não. O Daily Express (p. 13, 27 de agosto de 1928) relatou: "Os 35.000 espectadores puderam dar crédito a cada jogador corretamente, porque a equipe estava numerada com grandes figuras em preto e em quadrados brancos, podendo identificado cada um sem problemas". O Daily Mirror, numa matéria intitulada "Numbered Jerseys A Success" (p. 29, 27 de agosto de 1928) também cobriu a partida: "Eu imagino que o esquema tenha chegado para ficar. Tudo o que era necessário era uma vantagem e Londres a fornecia". Quando o Chelsea fez uma turnê pela Argentina, Uruguai e Brasil no final da temporada no verão de 1929, eles também usavam camisas numeradas, ganhando o apelido de "Los Numerados" ("o numerado") dos locais.
As primeiras evoluções das formações envolveram a movimentação de posições específicas; por exemplo, movendo a metade central para trás para se tornar um defensor em vez de meio para trás. Seus números foram deslocados com eles, portanto, os defensores centrais usavam o número 5, e remanescentes do sistema permanecem até hoje.
No Brasil, a formação 4-2-4 foi desenvolvida independentemente da Europa, levando a uma numeração diferente — aqui mostrada na formação 4-3-3 para enfatizar que no Brasil, o número dez é o meio-campo:
1 Goleiro

2 Lateral pela direita

3 Zagueiro

4 Zagueiro

6 Lateral pela esquerda

5 Meia-defensivo

8 Meia-central

10 Meia-atacante

7 Ponta pela direita

9 Centroavante

11 Ponta pela esquerda
Importante salientar que a numeração costuma mudar de formação para formação, no entanto, a colocação de número defensivo geralmente permanece a mesma. O uso de alas invertidas (ou seja, os canhotos jogando pela direita, e vice-versa), fez com que o número 7 seja usado pelo ponta-esquerda, e o número 11 pelo ponta-direita. Quando a posição de líbero estava em moda, normalmente ele usava a camisa 5.
Em 1950, no Brasil, foi realizada a primeira Copa do Mundo com identificação numérica, porém essa prática já não era mais novidade em terras brasileiras desde 1947. A Fifa (Federação Internacional de Futebol Associação) passou a exigir o nome e número fixos a partir de 1994. Para o Mundial de 1994, nos Estados Unidos, a Fifa obrigou as equipes a colocar o número também na frente das camisas – o que facilitou muito a vida de locutores esportivos e fotógrafos ao tentar identificar os jogadores em campo.

### Numeração dos goleiros

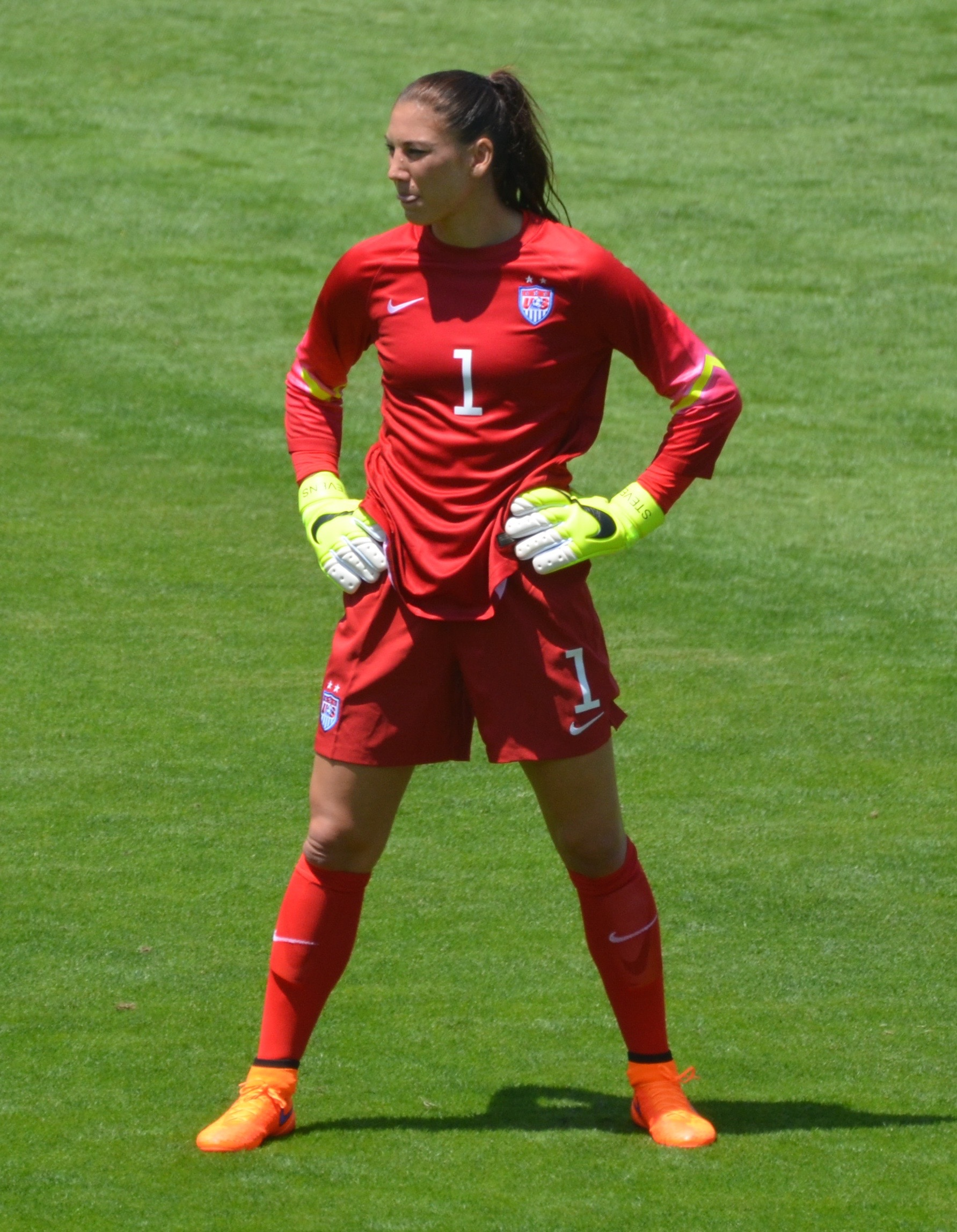
A goleira Hope Solo usando a camisa 1, tradicionalmente concedida aos goleiros.

O goleiro titular geralmente recebe a camisa número 1, já que ele é o primeiro jogador a aparecer na escalação.
O goleiro reserva usa, em muitas ocasiões, a camisa número 12, que é a primeira camiseta dos reservas, ou a número 13. No passado, quando era permitido atribuir cinco jogadores substitutos em uma partida, o goleiro também muitas vezes usava o número 16, o último número da camisa no plantel. Mais tarde, quando as leis do futebol mudaram e foi permitido atribuir sete jogadores substitutos, os guarda-redes de segunda escolha muitas vezes usavam o número 18.
Em torneios internacionais (como a Copa do Mundo da FIFA ou copas continentais), cada equipe deve listar um grupo de 23 jogadores, vestindo camisetas numeradas de 1 a 23. Assim, neste caso, os goleiros de terceira escolha costumam usar o número 23. Antes da Copa do Mundo de 2002, apenas 22 jogadores foram permitidos em seleções internacionais; portanto, o terceiro goleiro foi frequentemente premiado com a camisa número 22 nos torneios anteriores.
Desde 2007 a FIFA regulamenta que o goleiro obrigatoriamente deve usar a camisa número 1 em jogos oficiais entre seleções.

## Números Aposentados
Muitos clubes, para homenagear um jogador ou até a torcida, resolveram aposentar números de suas camisas. Apesar de homenagem ser merecida e bonita, muitas vezes isso pode causar transtornos em campeonatos que exigem numeração fixa de 1 a 23. Como exemplo, cita-se o caso da Seleção Argentina. Em outubro de 2001 a Federação Argentina de Futebol retirou a camisa 10 em homenagem a Maradona. Por conta disso, para a Copa do Mundo de 2002, a AFA tentou enviar uma lista com a equipe de 23 jogadores, com números de 1 a 24, e com o número 10 omitido. Mas a FIFA rejeitou o plano da Argentina e, em vez disso, o presidente da organização, Sepp Blatter, sugeriu que a camisa 10 fosse entregue ao terceiro goleiro, Roberto Bonano. A AFA no final enviou uma lista modificada, com Ariel Ortega (originalmente inscrito com o número 23) com o número 10.

## Números incomuns ou notáveis
- Johan Cruijff notabilizou-se com a camisa 14.[5]
- O goleiro Rogério Ceni notabilizou-se por vestir a camisa de número 01 (com o número "0" à esquerda do 1).
- Em 2009, quando o Flamengo foi campeão brasileiro, o ídolo Dejan Petković usou durante todo o campeonato a camisa n. 43 (em homenagem ao gol de falta marcado aos 43 min. do 2o tempo na final do carioca contra o Vasco da Gama). Quando ele chegou ao clube, a camisa 10 já era usada por Adriano.[6]
- O goleiro Jan Jongbloed usou a camisa número 8 da Holanda nas Copas do Mundo de 1974 e 1978. Ele recebeu o número em 1974, quando a Holanda adotou uma abordagem alfabética para a numeração da equipe (o atacante Ruud Geels recebeu o número 1). Em 1978, embora essa abordagem alfabética não tenha sido utilizada, muitos dos jogadores mantiveram seus números de 1974 (o goleiro Piet Schrijvers usou o número 1).
- De 1974 a 1986, os números da seleção argentina para a Copa do Mundo foram designados alfabeticamente, levando a números incomuns para os goleiros Ubaldo Fillol (número 5 em 1978 e 7 em 1982), Héctor Baley (número 3 em 1978 e 2 em 1982 ) e Enrique Vidallé (número 3 em 1979), sendo o número 1 atribuído aos jogadores ofensivos: Norberto Alonso em 1978, Osvaldo Ardiles em 1982 e Sérgio Almirón em 1986.
- Hicham Zerouali foi autorizado a usar o número 0 pelo Aberdeen, clube da Premier League escocesa, depois que os fãs o apelidaram de "Zero".[7]
- Jogadores de campo ocasionalmente já usaram o número 1, incluindo Pantelis Kafes no Olympiacos e AEK Athens, Stuart Balmer no Charlton Athletic dos anos 90[8] e Sliema Wanderers em 2005–06; Simon Vukčević do Partizan em 2004–05, Daniel Pancu, do Beşiktaş, em 2005-2006, Diego Souza, do Atlético Mineiro, em 2010, e Edgar Davids, em 2013-14.[9]
- Em 2001, o colombiano Freddy Rincón usou o número 35 quando defendeu o Santos.[10]
- Também em 2001, o argentino Sergio Vargas usou o número 188 da Universidad de Chile, como parte de um acordo comercial com a marca de telecomunicações Telefónica CTC Chile.[11] No entanto, como o número não foi permitido em competições internacionais, Vargas foi forçado a usar o número 1.[12]
- Em 2004, o guarda-redes do Porto, Vítor Baía, tornou-se no primeiro jogador a usar 99 na final de uma grande competição europeia, a UEFA Champions League.[13]
- Durante a década de 1990 e início de 2000, o número 58 era um pouco comum entre os jogadores residentes ou nascidos no oeste do México, especialmente na cidade de Guadalajara. Começou como um golpe de publicidade da estação de rádio XEAV-AM (580 AM), com a marca Canal 58.[14] Alguns jogadores notáveis por usar o número 58 foram Jared Borgetti, Juan Pablo Rodríguez, Hugo Norberto Castillo, Darío Franco, Carlos María Morales, Osmar Donizete e Benjamín Galindo.
- Adolfo Bautista, quando jogava em Guadalajara, usava o número 100 sob dispensa especial da Federação Mexicana de Futebol (ele usou 1 em competições da CONCACAF e 7 durante a campanha da Copa Libertadores de 2005). Mais tarde, quando foi negociado para Chiapas, ele recebeu a camisa número 1.
- O guarda-redes argentino Federico Vilar usou o número 3 na maior parte da sua carreira na Liga MX.
- O atacante chileno Marco Olea usou o número 111 pelo Universidad de Chile durante a temporada de 2005. Originalmente vestindo o número 11, ele decidiu dar o seu número para Marcelo Salas em sua chegada ao clube.[15]
- O goleiro Luca Bucci, do Parma, usou os números 7 (2005–06) e 5 (2006–07 e 2007–08).
- Iván Zamorano usou o número "1 + 8", ou o número 18 com um símbolo de mais entre os dois dígitos, para o Internazionale de 1997 a 2000, depois que seu número 9 foi dado a Ronaldo.[16]
- Juan Pablo Sorín foi autorizado a usar o número "1 + 2" pelo Villarreal porque o número 3 foi aposentado. Isso só foi usado raramente.
- Derek Riordan recebeu a camiseta de número 01 de Hibernian na temporada 2008-09. O número 10 já havia sido tomado por Colin Nish, e nenhum dos goleiros do clube havia recebido o número 1.[17]
- Em 2008, as três novas contratações do Milan escolheram um número indicando o ano de seu nascimento: 76 (Andriy Shevchenko, nascido em 1976), 80 (Ronaldinho, nascido em 1980) e 84 (Mathieu Flamini, nascido em 1984).
- A Confederação Asiática de Futebol (AFC) exige que os jogadores mantenham os mesmos números de uniforme durante as rodadas preliminares para a Copa Asiática da AFC, resultando em jogadores vestindo números acima de 100, incluindo o 121 usado por Thomas Oar da Austrália na Copa Asiática de 2011, numa partida de qualificação contra a Indonésia.
- Durante a temporada da Liga MX 2012–13, Víctor Perales e Luis Ángel Morales de Guadalajara usaram os números 143 e 163, respectivamente.
- No início da temporada 2013-2014, Edgar Davids, meio-campista e jogador-treinador do Barnet, atribuiu-se a camisa número 1, anunciando que pretendia "estabelecer uma tendência".
- Gary Hooper vestiu a camisa número 88 no Celtic, já que seu número 10 já havia sido escolhido e 88 é o ano em que ele nasceu. "88" (1888) é também o ano em que o Celtic foi fundado. Na temporada após a contratação de Hooper, o novo contratado Victor Wanyama escolheu o número 67 para homenagear o Lions de Lisboa, a equipe vencedora do Celtic na Copa da Europa de 1967.
- O goleiro Joe Wildsmith usou a camisa número 2 do Sheffield Wednesday durante a temporada 2016/17, enquanto o meia David Jones, o atacante Steven Fletcher e o meia Adam Reach, usaram os números 3, 6 e 9, respectivamente.
- O goleiro mexicano Guillermo Ochoa usou a camiseta número 8 do Standard Liège. Seu sobrenome (Ochoa) é semelhante à palavra espanhola para "8" (ocho).
- O goleiro Rui Patrício vestiu a camisa número 11 do Wolverhampton durante a sua passagem pelo clube inglês, deixando a camisa número 1 vaga como tributo ao ex-goleiro do Wolves, Carl Ikeme, que se aposentou após o tratamento para leucemia aguda.
- Sandro Wagner, ex-centroavante do Bayern de Munique usou a número 2, em alusão à sua segunda passagem pelo clube na temporada 2018/19.
- No início de sua passagem pelo Corinthians, Róger Guedes usou a camisa 123.

### Camisas com Números Comemorativos
- Jesús Arellano, ao jogar no Club de Futbol Monterrey, usou o número 400 em 1996 para celebrar o 400º aniversário da cidade.[18]
- O goleiro brasileiro Harlei, do Goiás, usou o número 400 em uma partida em 2006, para comemorar seu 400º jogo pela equipe.[19]
- O goleiro brasileiro Fábio Costa, do Santos, usou o número 300 em uma partida em 2008 para comemorar seu 300º jogo pela equipe[20].
- Andreas Herzog usou o número 100 em sua centésima partida pela seleção austríaca, em um amistoso contra a Noruega, já que ele foi o primeiro jogador austríaco a ter 100 partidas pela seleção.[21]
- James Beattie e Steven Gerrard usaram o 08 em vez dos seus habituais 8 no derby de Merseyside em 25 de Março de 2006, em homenagem a cidade de Liverpool, que tornou-se a Capital Europeia da Cultura em 2008.[22]
- Tugay Kerimoğlu usou o número 94 em seu 94º e último título pela Turquia contra o Brasil em 2007.[23]
- Rubén Sosa usou o número 100 pelo 100º aniversário do Nacional em 14 de maio de 1999.[24]
- No mesmo ano, Pablo Bengoechea usou o número 108 para o 108º aniversário de Peñarol.[25]
- Durante o seu 618º jogo recorde para São Paulo, Rogério Ceni usou o número 618, o maior número já usado no futebol profissional até 2015.
- Durante seu último jogo, o número 100, para a seleção dinamarquesa, Martin Jørgensen usou a camisa número 100.[26]
- Durante o seu recorde de 100 jogos pela Seleção da África do Sul, Aaron Mokoena usou a camisa número 100.[27]
- Em 2011, os jogadores do Vasco da Gama Felipe e Juninho Pernambucano usaram o número 300 - em partidas diferentes - para comemorar seus 300 jogos pelo clube.
- O capitão do Vasco, Juninho Pernambucano, também vestiu a camisa 114 contra o Fluminense, rival do Clássico dos Gigantes, pelo 114º aniversário do clube em 2012.[28]
- O goleiro Victor do Atlético Mineiro usou a camiseta de 2019 em julho de 2015, celebrando a renovação do contrato até 2019.[29]
- O craque colombiano Giovanni Hernández, que à época jogava pelo Junior F.C., usou o número 800 em 2012 para comemorar seu 800º jogo como profissional contra o Independiente de Medellín. Ele marcou o único gol em uma vitória por 1-0.
- O brasileiro Neymar, usou o número 200 do Santos para comemorar seu 200º jogo pela equipe.
- O time do Fortaleza em 2018, para comemorar seu centenário numerou seus jogadores com camisas na casa de 100.